# Melanargia beicki
Melanargia beicki är en fjärilsart som beskrevs av Wagener 1959 . Melanargia beicki ingår i släktet Melanargia och familjen praktfjärilar. Inga underarter finns listade i Catalogue of Life.